# Stade de la Maladière
Stade de la Maladiere – stadion piłkarski w Szwajcarskim mieście Neuchâtel, leży bezpośrednio nad brzegiem jeziora Neuchâtel. Swoje mecze rozgrywa tu klub Neuchâtel Xamax oraz drużyna FC Biel-Bienne, ponieważ ich stadion nie otrzymał licencji na rozgrywanie meczów ligowych.

## Historia Stadionu
Pierwszy stadion wybudowano tu w 1924 roku i oddano do użytku 6 września tego samego roku. Nazwa stadionu wzięła się od nazwy dzielnicy w której się znajduje – La Maladière. Stary stadion służył do 29 maja 2004, wtedy też rozegrano na nim ostatni mecz. 5 czerwca 2004 stadion został oficjalnie zamknięty, a 2 dni później rozpoczęła się rozbiórka.

### Nowy stadion
Symboliczne wmurowanie kamienia węgielnego pod nowy stadion odbyło się 27 maja 2005. 18 lutego 2007, po 2 latach i 8 miesiącach budowy, odbyło się otwarcie obiektu. Była to największa inwestycja, jaką kiedykolwiek podjęto w mieście Neuchâtel. Piękny, estetyczny stadion, doskonale pasuje do miejskiego planu dzielnicy La Maladière.
Inauguracyjny mecz odbył się 18 lutego 2007, gospodarz – Neuchatel Xamax wygrał 3:2 z lokalnym rywalem FC La Chaux-de-Fonds. Les Xamaxiens w reszcie sezonu, przegrało tylko raz u siebie (Neuchâtel Xamax – SC Y.F. Juventus – 0:1), co pozwoliło na awans do Super League.

## Ciekawostki
- Cały kompleks na długość 185 m długości, 115 m szerokości, 25 m wysokości.
- Całość ma objętość 450 tys. m² i łączną powierzchnię 28 tys. m²,
- Pod budowę stadionu zostało wydobyte i usunięte 300 tys. m³ ziemi, zużyto 50 tys. m³ betonu, 4,6 tys. t stalowych ram i 1,15 tys. ton stali konstrukcyjnej.
- Pokrycie dachowe tworzy 11,6 tys. m² blachy
- Podstawa stadionu znajduje się 7 m poniżej poziomu jeziora Neuchâtel.
- Kompleks Maladière to nie tylko stadion. Znajduje się tu 54 sklepów (które zapewniają 410 miejsc pracy), 930 miejsc parkingowych, sześć siłowni i straż pożarna. Jest tu także 730 m² paneli słonecznych[1].

## Galeria

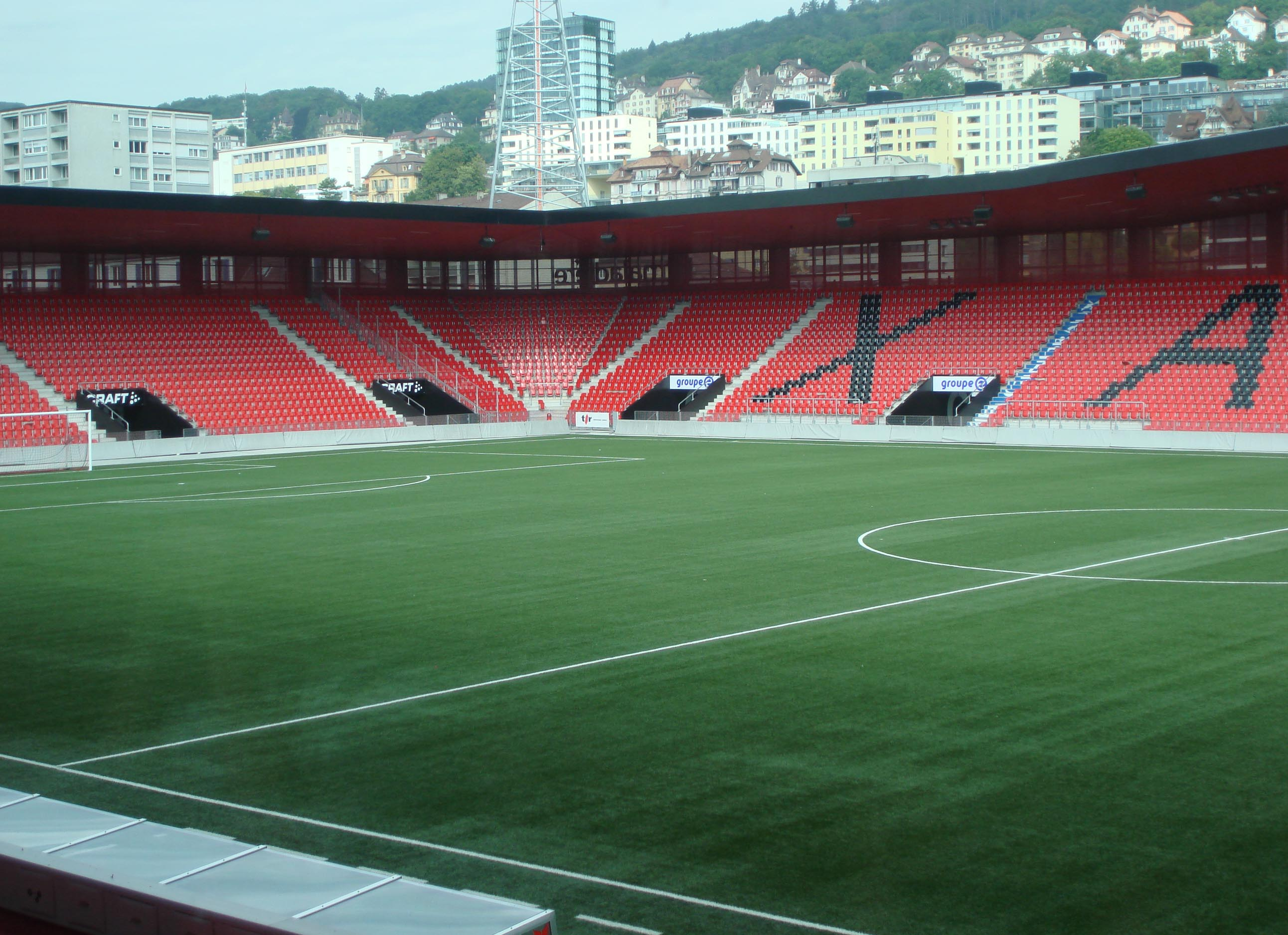
Płyta główna boiska
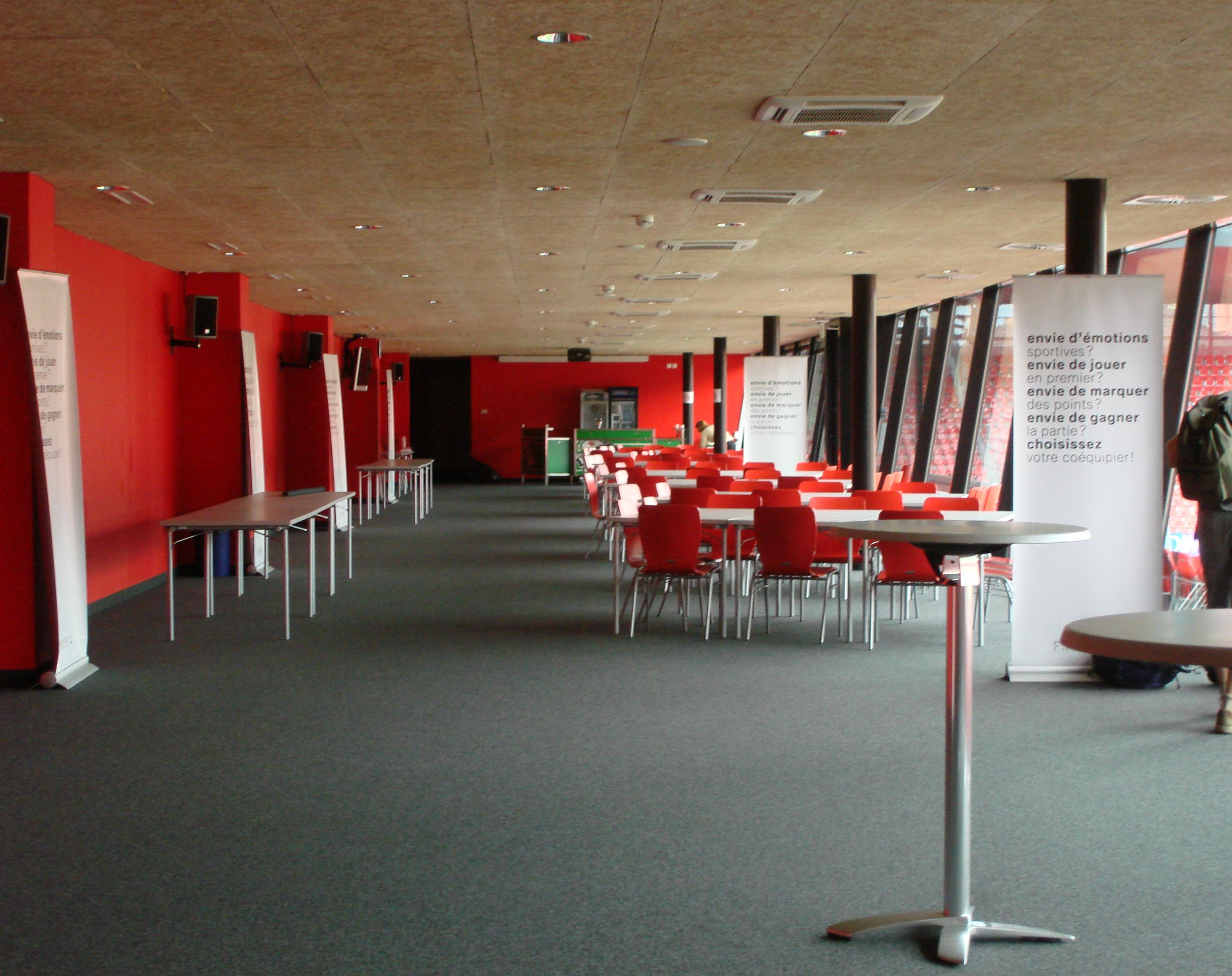
Stadion wewnątrz
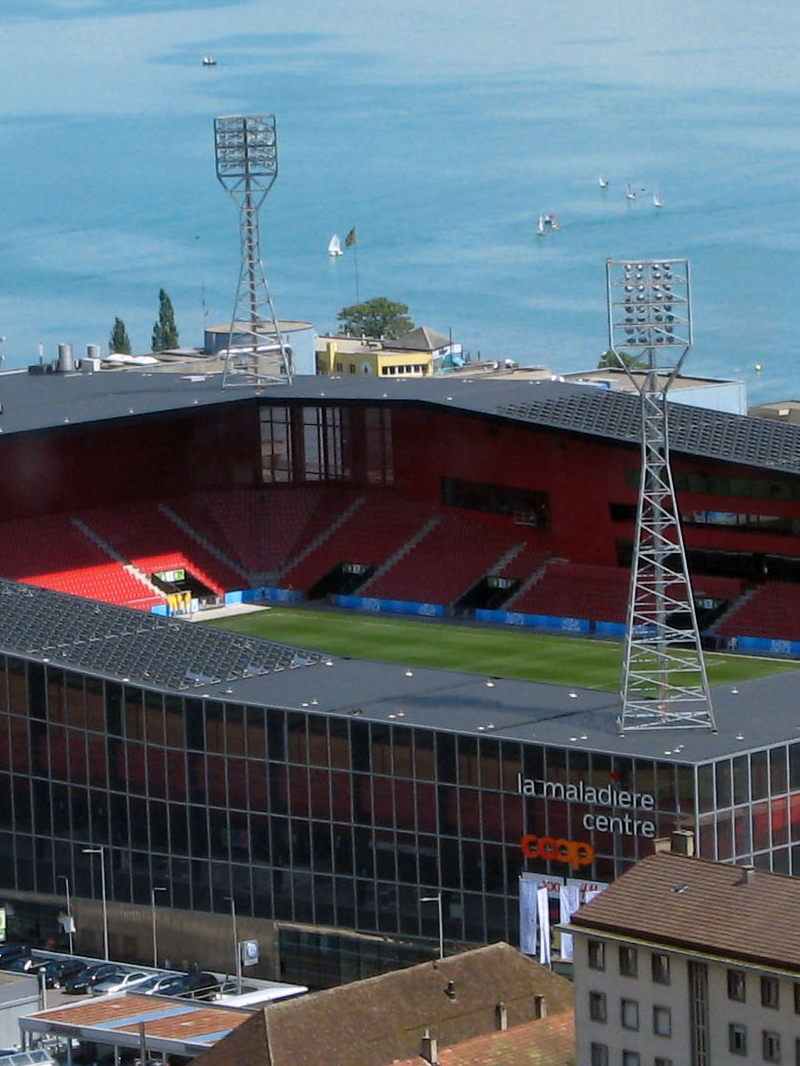
Stadion w 2008 r.